# Ariel (Engel)

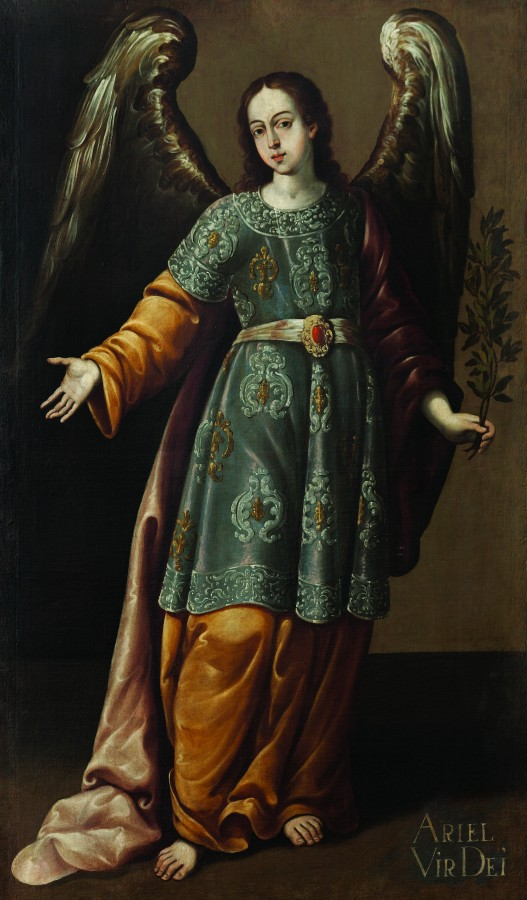
Erzengel Ariel (Ölgemälde, vermutlich aus dem 18. Jahrhundert)

Ariel (hebräisch אריאל „Opferherd Gottes“ oder „Löwe Gottes“) dient in der spätjüdischen Lehre als Bezeichnung des Engels der Landtiere. In der mittelalterlichen Literatur repräsentiert er hingegen einen Elementargeist.

## Ariel in Religionsgeschichte und Mystik
„Ariel“ taucht als Epitheton für Jerusalem in Jes 29,1  und Jes 33,7  auf. Die später üblich werdende Etymologie deutet dies als „Löwe Gottes“ (hebr. ari- + -el). In Übersetzungen von Symmachus und Aquila wird „Ariel“ für die Stadt Ariopolis verwendet, wo „Ariel“ (Mars) verehrt wurde. Möglicherweise stammt der Name Ariel vom zoroastrischen Ahriman.
In jüdisch-christlichen Kontexten ist Ariel als Zornesengel ein Herrscher und Bestrafer von Dämonen (so im Testament Salomos, viertes Jahrhundert). Sein Rang entspricht meist der Stufe der Tugenden oder der Erzengel und wird unter diesen relativ hoch angesiedelt, so dass er verschiedene Ordnungen beziehungsweise Chöre anführt. Ariel gilt als Engel der Gegenwart, des Gesichts, als Prinzregent der jüdischen Thronengelhierarchie, Arelim, wird daneben auch als Cherub beschrieben. Darstellungen bilden Ariel mit Löwenkopf oder als einen über die Erde herrschenden Dämon ab. Der jüdisch-christliche Erzengel Uriel wird oft mit Ariel verbunden. Beider Verbindung wird gelegentlich „Auriel“ genannt. Hingegen erklärte John Dee (1527–1608/09) Ariel selbst als Zusammensetzung von Anael und Uriel.
In der in koptischer Sprache verfassten gnostischen Schrift Pistis Sophia (um 300 n. Chr.) bestraft Ariel die niedere Welt und wird mit dem Demiurgen sowie mit Jaldabaoth, Samael und Sakla identifiziert. Diese Bestraferrolle ähnelt jener des mandäischen 'Ur (עור „[Herr der] Finsternis“), dessen Name wohl als Umwertung von hebr. אור, or, „Licht“ gebildet wurde (vgl. babylonisch urru; möglicherweise rührt daher die Verbindung mit dem Erzengel Uriel, siehe unten). In dieser zerstörenden Funktion hat man Ariel in die Nähe von Nemesis, Sachmet oder Arioch gesetzt.
Nach Scholem ist Ariel der ältere Name des Demiurgen Jaldabaoth, der zum Teil als löwenköpfig dargestellt wird. Beide Namen finden sich zusammen auf einer Gemme mit einer löwengesichtigen Abbildung. In der Mythologie der Ophiten gilt Jaldabaoth als oberster Archont, Sohn von Chaos und Sophia. (In Texten der Valentinianer dagegen ist „Jaldabaoth“ unwissend und nicht von geistiger, sondern „psychischer“ Natur.)
Heinrich Cornelius Agrippa von Nettesheim (1486–1535) ordnet Ariel dem Element der Erde zu, u. a. indem er seinen Namen mit dem lateinischen des Sternbilds Widder (Aries) in Zusammenhang bringt. Auch in anderen (meist neuzeitlichen) Schriften wird Ariel als Engel mit der Funktion einer Herrschaft über die Elemente, insbesondere der Erde beschrieben. Nach Thomas Heywoods Hierarchy of the Blessed Angels (1635) herrscht er als Prinz über Wasser und als Herr über die Erde. In anderen okkulten Schriften wird Ariel eine Herrschaft über Feuer oder Luft zugesprochen. In wieder anderen Texten wird Ariel mit der Herrschaft über die Erde, mit der Schöpfung, den Elementen des Nordens, Elementargeistern und Tieren verbunden. Moses Gaster (1856–1939; Wisdom of the Chaldeans) fasst Ariel als Engel der Heilung auf und verknüpft ihn mit dem Erzengel Raphael.

## Literarische Rezeption
In Miltons Paradise Lost (1667) ist Ariel ein rebellierender Engel. In Alexander Popes komischem Epos Rape of the Lock (1712) gibt es eine Sylphe namens Ariel. Der als „Licht Gottes“ aufgefasste Ariel wird in Shakespeares Der Sturm (1623) von Prospero befreit.
Eine Inspiration dafür war möglicherweise der Mystiker John Dee, der behauptete, von einem Engel namens Uriel besucht worden zu sein, der ihm einen magischen Kristall geschenkt habe, mit dessen Hilfe er die Sprache der Engel verstehen würde. Auch andere Autoren haben behauptet, von Ariel als Schutzengel bewacht worden zu sein, so etwa der Romantiker Percy Bysshe Shelley (1792–1822), Julie Y. Tortora (The way of Angels) sowie Linda Sue Nathanson und Steven J. Thayer (Interview With an Angel, 1997). Auch in der Novelle Der Engel vom westlichen Fenster (1927) von Gustav Meyrink gibt es einen solchen Ariel. 
In Goethes Faust tritt Ariel als Luftgeist auf, welcher die Elfen führt.